# عبد الرحمن بن كعب بن مالك
عبد الرحمن بن كعب بن مالك بن عمرو بن القين بن كعب بن سواد بن غنم بن كعب بن سلمة، أبو الخطاب الأنصاري، المدني السلمي تابعي من أهل المدينة ومن أئمة الحديث الثقات.

## روايته للحديث النبوي
- روى عن: أم المؤمنين عائشة وأبيه كعب بن مالك وأخيه عبد الله بن كعب وجابر بن عبد الله وغيرهم.
- روى عَنهُ: ابناه عبد الله وكَعب وأبو أمامة بن سمعان والزهري وآخرون.[3]
- الجرح والتعديل: قال ابن حجر العسقلاني: ثقة. وقال الذهبي: ثقة مكثر. وقال محمد بن سعد كاتب الواقدي: ثقة.[1]